# Představitelé Che-peje
Představitelé Che-peje stojí v čele správy provincie. V čele správy Che-peje stojí guvernér (šeng-čang, 省长) řídící lidovou vládu Che-peje (Chu-pej-šeng žen-min čeng-fu, 湖北省人民政府). Nejvyšší politické postavení v provincii má však tajemník chepejského provinčního výboru Komunistické strany Číny, vládnoucí politické strany provincie i celého státu. K dalším předním představitelům Che-peje patří předseda provinčního lidového shromáždění (zastupitelského sboru) a předseda provinčního výboru Čínského lidového politického poradního shromáždění (ČLPPS).
V politickém systému Čínské lidové republiky, analogicky k centrální úrovni, má příslušný regionální výbor komunistické strany v čele s tajemníkem ve svých rukách celkové vedení, lidová vláda v čele guvernérem (u provincie) nebo starostou (u města) řídí administrativu regionu, lidové shromáždění plní funkce zastupitelského sboru a lidové politické poradní shromáždění má poradní a konzultativní funkci.

## Tajemníci chepejského provinčního výboru Komunistické strany Číny (od 1949)
Chepejské komunisty po roce 1949 vedl provinční výbor strany v čele s tajemníkem, od července 1956 prvním tajemníkem. Po zřízení provinčního revolučního výboru v únoru 1968 jeho předseda stanul i v čele komunistů provincie. Od května 1971 opět fungoval provinční výbor strany v čele s prvním tajemníkem. Od května 1985 v čele provinčního výboru KS Číny stojí tajemník s několika zástupci tajemníka.
Ve sloupci „Další funkce“ jsou uvedeny nejvýznamnější úřady zastávané současně s výkonem funkce tajemníka chepejského výboru strany, případně pozdější působení v politbyru a stálém výboru politbyra.
| Jméno (životní data)                | Od            | Do            | Další funkce a poznámky |
| ----------------------------------- | ------------- | ------------- | --- |
| Lin Tchie (林铁) (1904–1989)        | červenec 1949 | srpen 1966    | předseda chepejské provinční lidové vlády/guvernér Che-peje (1952–1958) |
| Liou C’-chou (刘子厚) (1909–2001)   | srpen 1966    | únor 1968     | poprvé, guvernér Chu-peje (1954–1956), guvernér Che-peje (1958–1967) |
| Liou C’-chou (刘子厚) (1900–1992)   | leden 1971    | prosinec 1979 | podruhé, předseda chepejského revolučního výboru (1971–1979), předseda chepejského provinčního výboru ČLPPS (1977–1980) |
| Ťin Ming (金明) (1913–1998)         | prosinec 1979 | červen 1982   | tajemník chunanského provinčního výboru KS Číny (1952–1953), generální sekretář Státní rady (1979–1980) |
| Kao Jang (高扬) (1909–2009)         | červen 1982   | květen 1985   | ředitel ústřední stranické školy (1987–1989) |
| Sing Čchung-č’ (邢崇智) (1927–2000) | květen 1985   | leden 1993    | |
| Čcheng Wej-kao (程维高) (1933–2010) | leden 1993    | říjen 1998    | předtím guvernér Che-nanu (1987–1990), guvernér Che-peje (1990–1993), později předseda chepejského provinčního lidového shromáždění (1998–2003) |
| Jie Lien-sung (叶连松) (* 1935)     | říjen 1998    | červen 2000   | předtím guvernér Che-peje (1993–1998) |
| Wang Sü-tung (王旭东) (* 1946)      | červen 2000   | listopad 2002 | později ministr informačního průmyslu (2003–2008) |
| Paj Kche-ming (白克明) (* 1943)     | listopad 2002 | srpen 2007    | předtím tajemník chajnanského provinčního výboru KS Číny (2001–2002), předseda chepejského provinčního lidového shromáždění (2003–2008) |
| Čang Jün-čchuan (张云川) (* 1946)   | srpen 2007    | srpen 2011    | předtím guvernér Chu-nanu (2001–2003), předseda státního výboru pro obrannou vědu, techniku a průmysl (2003–2007), předseda chepejského provinčního lidového shromáždění (2008–2011)                                                                 |
| Čang Čching-li (张庆黎) (* 1951)    | srpen 2011    | březen 2013   | předtím tajemník tibetského oblastního výboru KS Číny (2005–2011), předseda chepejského provinčního lidového shromáždění (2012–2014), místopředseda celostátního výboru ČLPPS (2013–2023)                                                            |
| Čou Pen-šun (周本顺) (*1953)        | březen 2013   | červenec 2015 | předseda chepejského provinčního lidového shromáždění (2014–2015), pro korupci odvolán z funkce, zatčen a odsouzen na 15 let vězení |
| Čao Kche-č’ (赵克志) (* 1953)       | červenec 2015 | říjen 2017    | předtím guvernér Kuej-čou (2010–2012), tajemník kuejčouského provinčního výboru KS Číny (2012–2015), předseda chepejského provinčního lidového shromáždění (2016–2017), později ministr veřejné bezpečnosti (2017–2022) a státní poradce (2018–2023) |
| Wang Tung-feng (王东峰) (* 1958)    | říjen 2017    | duben 2022    | předtím starosta Tchien-ťinu (2016–2017), předseda chepejského provinčního lidového shromáždění (2018–2022), později místopředseda celostátního výboru ČLPPS (2023– )                                                                                |
| Ni Jüe-feng (倪岳峰) (* 1964)       | duben 2022    | v úřadu       | předseda chepejského provinčního lidového shromáždění (2022– ) |

## Guvernéři Che-peje (od 1949)
Od února 1980 v čele civilní administrativy provincie Che-pej stojí guvernér řídící lidovou vládu provincie. Předtím od května 1949 do února 1955 provincii spravovala lidová vláda v čele s předsedou, poté lidový výbor v čele s guvernérem. Od února 1968 do února 1980 správu provincie vedl revoluční výbor Che-peje v čele s předsedou.
| Jméno (životní data)                | Od            | Do            | Další funkce a poznámky |
| ----------------------------------- | ------------- | ------------- | --- |
| Jang Siou-feng (杨秀峰) (1897–1983) | srpen 1949    | listopad 1952 | později ministr školství (1958–1964), předseda nejvyššího lidového soudu (1965–1975), místopředseda celostátního výboru ČLPPS (1980–1983) |
| Lin Tchie (林铁) (1904–1989)        | listopad 1952 | duben 1958    | tajemník/první tajemník chepejského provinčního výboru KS Číny (1949–1966) |
| Liou C’-chou (刘子厚) (1909–2001)   | duben 1958    | leden 1967    | první tajemník chepejského provinčního výboru KS Číny (1966–1968) |
| Li Süe-feng (李雪峰) (1907–2003)    | únor 1968     | leden 1971    | první tajemník severočínského byra ÚV KS Číny (1960–1966), první tajemník pekingského městského výboru KS Číny (1966–1967), kandidát 8. a 9. politbyra ÚV KS Číny (1966–1971)                                                                                                   |
| Liou C’-chou (刘子厚) (1909–2001)   | leden 1971    | prosinec 1979 | první tajemník chepejského provinčního výboru KS Číny (1971–1979), předseda chepejského provinčního výboru ČLPPS (1977–1980) |
| Li Er-čung (李尔重) (1914–2010)     | únor 1980     | červen 1982   | |
| Liou Ping-jen (刘秉彦) (1915–1998)  | srpen 1982    | duben 1983    | později předseda chepejského provinčního lidového shromáždění (1983–1985) |
| Čang Šu-kuang (张曙光) (1920–2002)  | duben 1983    | květen 1986   | později první tajemník vnitromongolského oblastního výboru KS Číny (1986–1987) |
| Sie Feng (解峰) (1922–2004)         | květen 1986   | květen 1988   | |
| Jüe Čchi-feng (岳歧峰) (1931–2008)  | květen 1988   | červen 1990   | později guvernér Liao-ningu (1990–1994), tajemník chejlungťiangského provinčního výboru KS Číny (1994–1997) |
| Čcheng Wej-kao (程维高) (1933–2010) | červen 1990   | květen 1993   | předtím guvernér Che-nanu (1987–1990), později tajemník chepejského provinčního výboru KS Číny (1993–1998), předseda chepejského provinčního lidového shromáždění (1998–2003)                                                                                                   |
| Jie Lien-sung (叶连松) (* 1935)     | květen 1993   | listopad 1998 | později tajemník chepejského provinčního výboru KS Číny (1998–2000) |
| Niou Mao-šeng (钮茂生) (* 1939)     | listopad 1998 | prosinec 2002 | mandžuské národnosti, předtím ministr vodních zdrojů (1993–1998) |
| Ťi Jün-š’ (季允石) (* 1945)         | prosinec 2002 | říjen 2006    | předtím guvernér Ťiang-su (1998–2002) |
| Kuo Keng-mao (郭庚茂) (* 1950)      | říjen 2006    | duben 2008    | později guvernér Che-nanu (2008–2013), tajemník chenanského provinčního výboru KS Číny (2013–2016) |
| Chu Čchun-chua (胡春华) (* 1963)    | duben 2008    | prosinec 2009 | předtím první tajemník ÚV Komunistického svazu mládeže Číny (2006–2008), později první tajemník vnitromongolského oblastního výboru KS Číny (2009–2012), první tajemník kuangtungského provinčního výboru KS Číny (2012–2017), člen 18. a 19. politbyra ÚV KS Číny (2012–2022)  |
| Čchen Čchüan-kuo (陈全国) (* 1955)  | prosinec 2009 | srpen 2011    | později tajemník tibetského oblastního výboru KS Číny (2011–2016), tajemník sinťiangského oblastního výboru KS Číny (2016–2021), člen politbyra ÚV KS Číny (2017–2022) |
| Čang Čching-wej (张庆伟) (* 1961)   | srpen 2011    | duben 2017    | předtím ministr-předseda státního výboru pro obrannou vědu, techniku a průmysl (2007–2008), později tajemník chejlungťiangského provinčního výboru KS Číny (2017–2021), tajemník chunanského provinčního výboru KS Číny (2021–2023), místopředseda stálého výboru VSLZ (2023– ) |
| Sü Čchin (许勤) (* 1961)            | duben 2017    | říjen 2021    | později tajemník chejlungťiangského provinčního výboru KS Číny (2021– ) |
| Wang Čeng-pchu(王正谱) (* 1963)     | říjen 2021    | v úřadu       | |

## Předsedové chepejského provinčního lidového shromáždění (od 1980)
Počínaje rokem 2003 je předsedou chepejského provinčního lidového shromáždění (to jest provinčního zastupitelského sboru) pravidelně volen tajemník provinčního výboru KS Číny.
| Jméno (životní data)                | Od          | Do            | Další funkce a poznámky |
| ----------------------------------- | ----------- | ------------- | --- |
| Ťiang I-čen (江一真) (1915–1994)    | únor 1980   | duben 1983    | předtím tajemník fuťienského provinčního výboru KS Číny (1958–1967), ministr zdravotnictví (1977–1979) |
| Liou Ping-jen (刘秉彦) (1915–1998)  | duben 1983  | červen 1985   | předtím guvernér Che-peje (1982–1983) |
| Sun Kuo-č’ (孙国治) (1917–2005)     | červen 1985 | květen 1988   | předtím guvernér Chu-nanu (1979–1983), předseda chunanského provinčního lidového shromáždění (1983–1985) |
| Kuo Č’ (郭志) (1925–2023)           | květen 1988 | květen 1993   | |
| Lü Čchuan-can (吕传赞) (1932–2018)  | květen 1993 | leden 1998    | později předseda chepejského provinčního výboru ČLPPS (1998–2003) |
| Čcheng Wej-kao (程维高) (1933–2010) | leden 1998  | leden 2003    | předtím guvernér Che-nanu (1987–1990), guvernér Che-peje (1990–1993), tajemník chepejského provinčního výboru KS Číny (1993–1998) |
| Paj Kche-ming (白克明) (* 1943)     | leden 2003  | leden 2008    | tajemník chepejského provinčního výboru KS Číny (2002–2007) |
| Čang Jün-čchuan (张云川) (* 1946)   | leden 2008  | leden 2011    | předtím guvernér Chu-nanu (2001–2003), předseda státního výboru pro obrannou vědu, techniku a průmysl (2003–2007), tajemník chepejského provinčního výboru KS Číny (2007–2011)                                                                 |
| Čang Čching-li (张庆黎) (* 1951)    | leden 2012  | leden 2014    | předtím tajemník tibetského oblastního výboru KS Číny (2005–2011), tajemník chepejského provinčního výboru KS Číny (2011–2013), místopředseda celostátního výboru ČLPPS (2013–2023)                                                            |
| Čou Pen-šun (周本顺) (* 1953)       | leden 2014  | říjen 2015    | tajemník chepejského provinčního výboru KS Číny (2013–2015) |
| Čao Kche-č’ (赵克志) (* 1953)       | leden 2016  | prosinec 2017 | předtím guvernér Kuej-čou (2010–2012), tajemník kuejčouského provinčního výboru KS Číny (2012–2015), tajemník chepejského provinčního výboru KS Číny (2015–2017), později ministr veřejné bezpečnosti (2017–2022) a státní poradce (2018–2023) |
| Wang Tung-feng (王东峰) (* 1958)    | leden 2018  | duben 2022    | předtím starosta Tchien-ťinu (2016–2017), tajemník chepejského provinčního výboru KS Číny (2017–2022), později místopředseda celostátního výboru ČLPPS (2023– )                                                                                |
| Ni Jüe-feng (倪岳峰) (* 1964)       | duben 2022  | v úřadu       | tajemník chepejského provinčního výboru KS Číny (2022– ) |

## Předsedové chepejského provinčního výboru Čínského lidového politického poradního shromáždění (ČLPPS, od 1955)
| Jméno (životní data)               | Od            | Do         | Další funkce a poznámky |
| ---------------------------------- | ------------- | ---------- | --- |
| Ma Kuo-žuej (马国瑞) (1915–2005)   | leden 1955    | říjen 1964 | později tajemník ústřední komise pro kontrolu disciplíny KS Číny (1978–1985)                                                                                      |
| Jen Ta-kchaj (阎达开) (1913–1997)  | říjen 1964    | 1967       | později předseda tchienťinského městského výboru ČLPPS (1979–1980), předseda tchienťinského městského lidového shromáždění (1980–1983)                            |
| Liou C’-chou (刘子厚) (1909–2001)  | prosinec 1977 | únor 1980  | guvernér Che-peje (1958–1967), první tajemník chepejského provinčního výboru KS Číny (1966–1968 a 1971–1979), předseda chepejského revolučního výboru (1971–1979) |
| Jin Če (尹哲) (1916–2005)          | únor 1980     | duben 1988 | |
| Li Wen-šan (李文珊) (1928–2014)    | duben 1988    | leden 1998 | |
| Lü Čchuan-can (吕传赞) (1932–2018) | leden 1998    | leden 2003 | předtím předseda chepejského provinčního lidového shromáždění (1993–1998)                                                                                         |
| Čao Ťin-tuo (赵金铎) (* 1943)      | leden 2003    | leden 2008 | |
| Liou Te-wang (刘德旺) (* 1946)     | leden 2008    | leden 2012 | |
| Fu Č’-fang (付志方) (* 1956)       | leden 2012    | leden 2018 | později předseda šantungského provinčního výboru ČLPPS (2018–2022)                                                                                                |
| Jie Tung-sung (叶冬松) (* 1951)    | leden 2018    | leden 2023 | předtím předseda chenanského provinčního výboru ČLPPS (2011–2018)                                                                                                 |
| Lien I-min (叶冬松) (* 1964)       | leden 2023    | leden 2024 | později předseda čeťiangského provinčního výboru ČLPPS (2024– )                                                                                                   |
| Čang Kuo-chua (张国华) (* 1964)    | leden 2024    | v úřadu    | |